# The Alphabet Murders
The Alphabet Murders is een Britse filmkomedie uit 1965 onder regie van Frank Tashlin. Het scenario is gebaseerd op de misdaadroman ABC Mysterie (1936) van de Britse schrijfster Agatha Christie.

## Verhaal
Inspecteur Hercule Poirot krijgt een brief waarin een moord wordt aangekondigd op 21 juni in Andover. Hij denkt eerst dat het een flauwe grap is, maar dan wordt op die plek ook werkelijk iemand vermoord. Wanneer er een tweede brief komt, weet de speurder wat hem te doen staat.

## Rolverdeling
| Acteur         | Personage             |
| -------------- | --------------------- |
| Tony Randall   | Hercule Poirot        |
| Anita Ekberg   | Amanda Beatrice Cross |
| Robert Morley  | Hastings              |
| Maurice Denham | Japp                  |
| Guy Rolfe      | Duncan Doncaster      |
| Sheila Allen   | Lady Diane            |
| James Villiers | Franklin              |
| Julian Glover  | Don Fortune           |
| Grazina Frame  | Betty Barnard         |
| Clive Morton   | X                     |
| Cyril Luckham  | Sir Carmichael Clarke |
| Richard Wattis | Wolf                  |
| David Lodge    | Sergeant              |
| Patrick Newell | Cracknell             |
| Austin Trevor  | Judson                |